# Diplopappus
Diplopappus là một chi thực vật có hoa trong họ Cúc (Asteraceae).

## Loài
Chi Diplopappus gồm các loài: